# Nathalie Even-Lancien
Nathalie Even-Lancien (ur. 7 marca 1970 w Paimpol) – francuska kolarka torowa, mistrzyni olimpijska oraz dwukrotna medalistka mistrzostw świata.

## Kariera
Pierwszym sukcesem w karierze Nathalie Even-Lancien było zdobycie srebrnego medalu w sprincie indywidualnym na mistrzostwach świata juniorów w 1987 roku. Sześć lat później, podczas mistrzostw świata w Hamar zdobyła brązowy medal w tej samej konkurencji, wyprzedziły ją jedynie Kanadyjka Tanya Dubnicoff i Holenderka Ingrid Haringa. Ponadto na mistrzostwach świata w Bogocie w 1995 roku zdobyła brązowy medal w wyścigu punktowym, ulegając tylko Rosjance Swietłanie Samochwałowej i Włoszce Nadi Cristofoli. Swój największy sukces osiągnęła jednak na igrzyskach olimpijskich w Atlancie w 1996 roku, gdzie zwyciężyła w wyścigu punktowym, bezpośrednio wyprzedzając Ingrid Haringę i Lucy Tyler-Sharman z Australii. Nathalie jest ponadto wielokrotną medalistką mistrzostw Francji w kolarstwie torowym.

## Życie prywatne
Jej mężem jest były francuski kolarz Frédéric Lancien.